# جسر ماكيناك

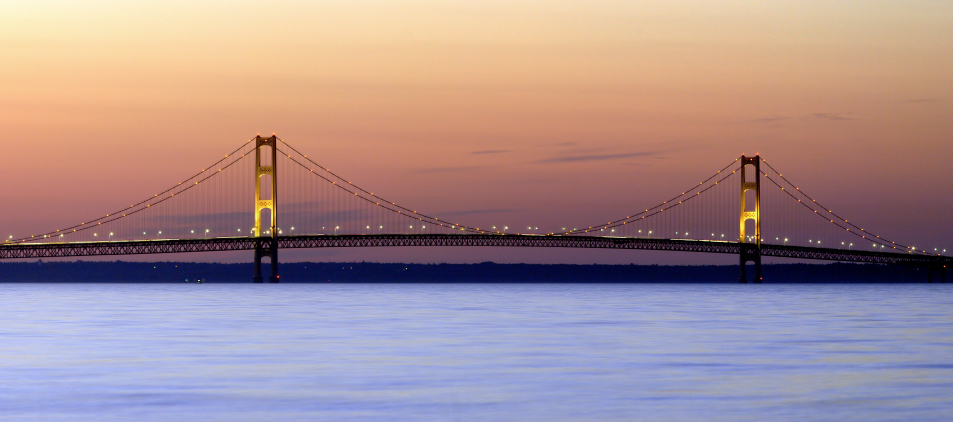
جسر ماكيناك في ولاية ميشيغان، الولايات المتحدة.

جسر ماكيناك (بالإنجليزية: Mackinac bridge) هو جسر معلق يعبر مضيق ماكيناك في ولاية ميشيغان، الولايات المتحدة. تم افتتاحه في عام 1957، بطول 2,626 م وارتفاع 168 م. يُعتبر هذا الجسر ثالث أطول جسر معلق بالعالم، وأطول جسر معلق بين مراس في نصف الكرة الغربي. يحمل جسر ماكيناك الطريق السريع 75 في دائرة البحيرات الكبرى عبر المضيق، ويربط مدينة سانت إينياس على الطرف الشمالي مع قرية ماكيناو مدينة من جهة الجنوب. يُعتبر اليوم أحد أطول الجسور المُعلَّقة في العالم.
تم تصور المشروع منذ ثمانينات القرن التاسع عشر، وقد تم تصميمه من قبل المهندس ديفيد ستينمان، وتم إكماله في عام 1957 بعد عقود طويلة من الكفاح لبدء البناء.